# Franzius (Schiff)
Die Franzius ist der Nachbau eines Weserkahns, eines Segelschifftyps mit geringem Tiefgang, wie er vom 17. bis zum 19. Jahrhundert zum Warentransport auf der Weser eingesetzt wurde. Ihr kommt besondere Bedeutung zu, da kein original Weserkahn mehr erhalten ist.

## Geschichte

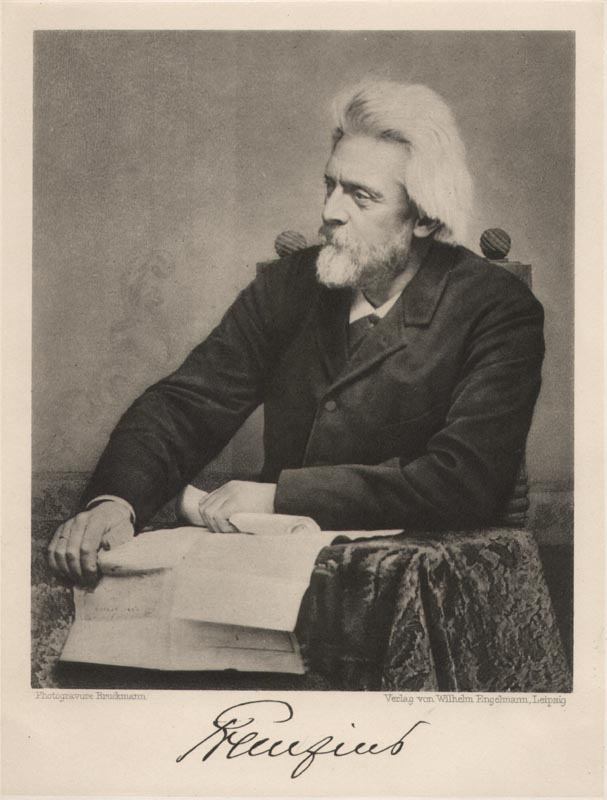
Ludwig Franzius (1832–1903), Namensgeber des Schiffs

Die Franzius wurde auf der Bremer Bootsbau Vegesack gGmbH 1994 auf Kiel gelegt. Die Schiffstaufe erfolgte 2000 durch die Senatorin für Arbeit, Gesundheit, Jugend und Soziales Hilde Adolf. Benannt wurde das Segelschiff nach dem Wasserbauingenieur Ludwig Franzius (1832–1903), der Ende des 19. Jahrhunderts die Weserkorrektion durchführte, die Begradigung und Vertiefung der stark versandeten Unterweser zwischen der Mündung und den Häfen in Bremen. In der Folge machte diese Verbesserung der Schiffbarkeit des Flusses die Weserkähne überflüssig, da nun größere Frachtschiffe direkt bis nach Bremen fahren konnten.

## Aufbau
Als Nachbau eines Weserkahns handelt es sich um ein Plattbodenschiff mit Seitenschwertern, das zum Befahren von flachen, tideabhängigen  Gewässern und zum Trockenfallen geeignet ist. Der 28,57 Meter lange und 6,36 Meter breite Rumpf ist in moderner formverleimter Bauweise in Holz gefertigt und endet am Heck in einem flachen Spiegel.
Der Anderthalbmaster mit Gaffeltakelung verfügt über einen Großmast (mit einer Höhe von 21,95 Metern) und einen Besanmast (mit einer Höhe von 18,20 Metern). Die Schiffshöhe ab Wasserlinie beträgt 23,62 Meter. Die Segelfläche umfasst insgesamt 273 m².
In der Mitte des Schiffes befindet sich ein spitzdachförmiger Aufbau, der bei den historischen Weserkähnen die Luken zum Frachtraum darstellte. Bei der Franzius befindet sich hier die Messe. Das Schiff verfügt über 20 Kojen für die 2 bis 4 Mann Besatzung und die Passagiere.

## Nutzung
Das Schiff wird heute vom Verein Bremer Weserkahn „Franzius“ e.V. betrieben. Zwischen April und Oktober unternimmt die Franzius regelmäßig Tagesfahrten auf der Weser zwischen Vegesack und Bremerhaven oder mehrtägige Fahrten ins Wattenmeer sowie entlang der Küsten von Nord- und Ostsee von den Niederlanden bis nach Polen. Sie hat Platz für 30 Tagesgäste bzw. 16 Passagiere für mehrtägige Fahrten. In den Wintermonaten liegt das Schiff üblicherweise im Vegesacker Hafen.
2010 war die Franzius auf der Sail Bremerhaven vertreten.